# سعيد العبدولي
سعيد صالح سعيد العبدولي (مواليد 3 مايو 2002، لاعب كرة قدم إماراتي يجيد اللعب كمهاجم مع نادي الجزيرة في دوري الخليج العربي الإماراتي.